# Черкасов, Михаил Сергеевич (партийный деятель)
Михаи́л Серге́евич Черка́сов (1911—1992) — советский партийный и государственный деятель, первый секретарь Липецкого горкома КПСС (1953—1957), первый секретарь Липецкого промышленного областного комитета КПСС (1963—1964).

## Биография
М. С. Черкасов родился в 1911 году. В 1945—1949 работал главным инженером Липецкого тракторного завода. С 1949 — на партийной работе: 1949—1950 — секретарь Тракторозаводского райкома ВКП(б), в 1950—1953 — парторг ЛТЗ, в 1953—1957 — первый секретарь Липецкого горкома КПСС, 1957—1963 — второй секретарь Липецкого обкома КПСС.
В январе 1963 года после раздела крайкомов и обкомов КПСС на промышленные и сельские был избран первым секретарём Липецкого промышленного областного комитета КПСС. После объединения обкомов в декабре 1964 вновь стал вторым секретарём областной партийной организации до 1969 года.
Избирался депутатом Верховного Совета РСФСР.